# Jakub Kozłowski
Jakub Kozłowski (ur. 25 lipca 1799 w Lisinach, zm. 15 grudnia 1846 w Wieluniu) – polski lekarz, pierwszy lekarz naczelny Szpitala Wszystkich Świętych w Wieluniu.

## Życiorys
Uczył się w szkołach średnich w Wieluniu, Wrocławiu, Kaliszu i Warszawie. W 1822 r. został przyjęty na Wydział Lekarski Królewskiego Uniwersytetu Warszawskiego. W 1828 r. uzyskał stopień magistra medycyny i chirurgii. W tym samym roku został zastępcą lekarza obwodu wieluńskiego, a po kilku latach (najpóźniej w 1839) - lekarzem obwodu wieluńskiego. Osiadł na stałe w Wieluniu i nabył kamienicę w centrum tego miasta. W 1835 r. został mianowany lekarzem naczelnym Szpitala Wszystkich Świętych w Wieluniu. Pełniąc tę funkcję, działał na rzecz budowy nowego, murowanego szpitala w latach 1838-1840 (budynek został zniszczony w 1939 r.), a następnie na rzecz wyposażenia szpitala w sprzęt medyczny. Równocześnie działał w Radzie Szczegółowej Opiekuńczej w Wieluniu. W okresie zwierzchnictwa Jakuba Kozłowskiego Szpital Wszystkich Świętych w Wieluniu był jednym z najnowocześniejszych w Królestwie Polskim.